# سرطان الغدة الدرقية
سرطان الغدة الدرقية هو سرطان يتطور من أنسجة الغدة الدرقية. إنه مرض تنمو فيه الخلايا بشكل غير طبيعي ويكون لديها القدرة على الانتشار في أجزاء أخرى من الجسم. الأعراض يمكن أن تشمل تورما أو ورما في الرقبة. ويمكن أن يصيب السرطان أيضًا الغدة الدرقية بعد انتشاره في أماكن أخرى، وفي هذه الحالة لا يصنف على أنه سرطان الغدة الدرقية.
تشمل عوامل الخطر التي تؤدي لهذا المرض التعرض للإشعاع في سن مبكرة، تضخم الغدة الدرقية، وتاريخ الأسرة المرضي. وينقسم سرطان الغدة الدرقية إلى أنواع أربعة رئيسية هي: سرطان الغدة الدرقية الحليمي، وسرطان الغدة الدرقية الجريبي، وسرطان الغدة الدرقية النخاعي، وسرطان الغدة الدرقية الكشمي. ويعتمد التشخيص غالبا على الموجات فوق الصوتية والحقن بالإبرة الدقيقة. ولا ينصح بفحص الأشخاص بدون وجود أعراض المرض وفي حالة المستوى الطبيعي للمرض وذلك اعتبارا من 2017.
قد تشمل خيارات العلاج الجراحة، والعلاج الإشعاعي وكذلك العلاج باليود المشع، والعلاج الكيميائي، وهرمون الغدة الدرقية، والعلاج الموجه، والانتظار اليقظ. وقد تتضمن
الجراحة إستئصال الغدة الدرقية كاملة أو جزء منها. كما أن معدلات البقاء على قيد الحياة لمدة خمس سنوات هي 98٪ في الولايات المتحدة.
على الصعيد العالمي في عام 2015، سُجل 3.2 مليون شخص مصاب بسرطان الغدة الدرقية. وفي عام 2012، حدثت 298,000 حالة جديدة. وتحدث الإصابة بشكل شائع بين سن 35 و 65. كما أن النساء تتأثر بهذا المرض أكثر من الرجال. وألئك الذين من أصل أسيوي أكثر تأثرا. ارتفعت المعدلات في العقود القليلة الماضية- والتي يُعتقد أنها ترجع إلى اكتشاف أفضل أو مبكر للمرض. وفي عام 2015، أسفر سرطان الغدة الدرقية عن وفاة 31,900 شخص.

## العلامات والأعراض
تكون العقيدات في منطقة الغدة الدرقية في الرقبة في معظم الأحيان هي الأعراض الأولى لسرطان الغدة الدرقية. مع ذلك، لدى الكثير من البالغين عقيدات صغيرة في الغدد الدرقية ولكن وجد أن أقل من 5٪ من هذه العقيدات تكون سرطانية. توسع العقدة الليمفاوية في بعض الأحيان يكون هو العلامة الأولى. الأعراض التي من الممكن تواجدها في وقت لاحق هي ألم في المنطقة الأمامية من الرقبة والتغيرات في الصوت بسبب تورط العصب الحنجري الراجع.
عادة ما يتم العثور على سرطان الغدة الدرقية لدى مريض السوي الدرقية، ولكن قد تترافق أعراض فرط نشاط الغدة الدرقية أو قصور الدرقية مع وجود ورم متمايز كبير.
تثير العقيدات الدرقية القلق بشكل خاص عند تواجدها في من هم دون سن ال 20. حيث أن تكون العقيدات حميدة في هذا العصر هو أقل احتمالا، وبالتالي إمكانية الخباثة هي أكبر بكثير.

## الأسباب
يعتقد وجود صلة بين سرطانات الغدة الدرقية وعدد من العوامل من البيئية والوراثية التي تجعل حدوثه ممكنا، ولكن لا يزال عدم اليقين بشأن أسبابه.
يلعب التعرض لليود المشع عن طريق مصادر طبيعية أو مصادر اصطناعية دورا هاما، وهناك معدلات زيادة كبيرة من سرطان الغدة الدرقية في أولئك الذين يتعرضون للإشعاع لسرطان الغدد الليمفاوية، وأولئك الذين يتعرضون لليود المشع 131 في أعقاب كارثة تشيرنوبيل. يؤهب التهاب الغدة الدرقية وأمراض الغدة الدرقية الأخرى أيضا لسرطان الغدة الدرقية.
تشمل أسباب وراثية متعددة تكون الورم الصماوي المتعدد النوع 2 مما يزيد بشكل ملحوظ معدلات هذا المرض، ولا سيما النوع النادر لهذا المرض.

## التشخيص
بعد العثور على العقيدات الدرقية من خلال الفحص البدني، قد تحدث الإحالة إلى طبيب مختص في الغدد الصماء أو طبيب مختص في الغدة الدرقية. يتم إجراء فحص بالموجات فوق الصوتية لتأكيد وجود العقيدات وتقييم حالة الغدة بأكملها. يساعد قياس هرمون تنشيط الغدة الدرقية والغدة الدرقية لمكافحة الأجسام المضادة على تقرير ما إذا كان هناك أمراض الغدة الدرقية وظيفية مثل التهاب الغدة الدرقية لهاشيموتو، وهو سبب معروف لتضخم الغدة الدرقية العقدي حميدة. قياس الكالسيتونين هو ضروري لاستبعاد وجود سرطان الغدة الدرقية النخاعي. وأخيرا، لتحقيق التشخيص النهائي قبل اتخاذ قرار بشأن العلاج، وعادة ما يتم أداء خزعة بالإبرة تبعا لنظام بيثيسدا للإبلاغ عن أمراض خلايا الغدة الدرقية.

### التصنيف
سرطانات الغدة الدرقية يمكن تصنيفها وفقا لخصائصها التشريحية المرضية  المتغيرات التالية ويمكن تمييز (التوزيع على مختلف أنواع فرعية قد تظهر التباين الإقليمي):
- سرطان الغدة الدرقية الحليمي (75٪ إلى 85٪ من الحالات [20]) - يحدث في كثير من الأحيان في الشابات - مآل ممتاز. قد تحدث في داء السلائل والمرضى الذين يعانون من متلازمة كاودن.
- سرطان الغدة الدرقية الجريبي (10٪ إلى 20٪ من الحالات [20])؛ يظهر أحيانا في المرضى الذين يعانون من متلازمة كاودن
- سرطان الغدة الدرقية النخاعي (5٪ [20] إلى 8٪ من الحالات) - سرطان الخلايا المجاورة للجريب، غالبا ما تكون جزءا من تكون الورم الصماوي المتعدد النوع 2.[21]
- سرطان الغدة الدرقية سيئ التمايز.
- سرطان الغدة الدرقية الكشمي (أقل من 5٪ من الحالات [20]) لا تستجيب للعلاج ويمكن أن يسبب أعراض الضغط.

آخرون:
- سرطان الغدة الدرقية الليمفاوي
- سرطان الغدة الدرقية حرشفي الخلية
- ساركوما الغدة الدرقية

تاريخياً، تم تصنيف الأورام الخبيثة للغدة الدرقية على أنها إما سرطانات الغدة الدرقية جيدة التمايز (WDTC) وهذه المجموعة تضم سرطان الغدة الدرقية الحليمي والجريبي، أو سرطانات الغدة الدرقية الغير متمايزة وهذه المجموعة تضم سرطان الغدة الدرقية الكشمي. الغالبية العظمى من المرضى الذين يعانون من المجموعة الأولى لديهم مآلات ممتازة (الحليمي ومن ثم الجريبي) بغض النظر عن أنواع العلاج المستخدمة، في حين أن المرضى الذين يعانون من المجموعة الثانية لديهم مآلات سيئة. أصبح هناك أدلة متزايدة حديثاً على وجود مجموعة أخرى من أورام الغدة الدرقية والتي تقع بين المجموعة الأولى والمجموعة الثانية من حيث المظهر المورفولوجي والسلوك البيولوجي. تُظهر هذه الأورام، التي تم تصنيفها على أنها سرطانات الغدة الدرقية السيئة التمايز (PDTC)، أنماطًا نسيجية وسيطة بين سرطانات الغدة الدرقية المتمايزة وغير المتمايزة. يعتبر سرطان الغدة الدرقية النخاعي وهيرتل سرطانات سيئة التمايز، ولديها عموماً مآلات سيئة.

### المراحل

مرحلة (م 1) من سرطان الغدة الدرقية
مرحلة (ن 1 أ) من سرطان الغدة الدرقية
مرحلة (ن 1 ب) من سرطان الغدة الدرقية
مرحلة (ت 1 أ) من سرطان الغدة الدرقية
مرحلة (ت 1 ب) من سرطان الغدة الدرقية
مرحلة (ت 2) من سرطان الغدة الدرقية
مرحلة (ت 3) من سرطان الغدة الدرقية
مرحلة (ت 4 أ) من سرطان الغدة الدرقية
مرحلة (ت 4 ب) من سرطان الغدة الدرقية

### انتشار الورم
يمكن الكشف عن أي انتشار لسرطان الغدة الدرقية عن طريق تصوير ومضي للجسم باستخدام اليود المشع 131.

## العلاج
ازالة الغدة الدرقية ومنطقة الرقبة المركزية عن طرق الجراحة هي الخطوة الأولى في علاج سرطان الغدة الدرقية في معظم الحالات. يمكن تطبيق عملية الحفاظ على الغدة الدرقية في بعض الحالات، عندما يكون السرطان أقل عدوانية (السرطان المتمايز، عدم وجود دليل على انتشار العقد الليمفاوية، أي تعديلات جينية كبيرة، وطفرات البروتين p53 الخ) في المرضى الذين تقل أعمارهم عن 45 عاما. يجب إجراء عملية إذا ثبت أن التشخيص سرطان الغدة الدرقية متمايز (مثل سرطان الغدة الدرقية الحليمي) أو في حالة الاشتباه يتم إجراء خزعة بالإبرة للتأكد، في حين لا ينصح باستراتيجية الانتظار الساهرة في أي المبادئ التوجيهية القائمة على الأدلة. الانتظار اليقظ يقلل من التشخيص المبالغ فيه أو العنياة الطبية الغير متطلبة لمرضى سرطان الغدة الدرقية القدام. يستخدم اليود المشع 131 في المرضى الذين يعانون من سرطان الغدة الدرقية حليمي أو الجريبي على أنسجة الغدة الدرقية المتبقية بعد الجراحة وعلاج سرطان الغدة الدرقية. المرضى الذين يعانون من سرطان الغدة الدرقية النخاعي، سرطان الغدة الدرقية الكشمي، لا يستفيدون من هذا العلاج.